# Elijan Dzankovic
Elijan Dzankovic (født 17. marts 1983) er en dansk håndboldspiller, der spiller for Århus Håndbold. Han kom til klubben i 2014. Han har tidligere optrådt for Eskilstrup HK, FIF, FCK Håndbold, Bjerringbro-Silkeborg, Mors-Thy Håndbold og Viborg HK.

## Karriere
Han startede som 13-årig.

## Opvækst
Elijan er oprindelig fra Bosnien, men flyttede i 1993 til Danmark i forbindelse med borgerkrigen. Han er siden hen blevet dansk statsborger. Og arbejder i dag som bygningsingeniør og ejer af ED Bolig.